# Adolf Bredo Stabell
Adolf Bredo Stabell (Kolbu, 12 agosto 1908 – 5 dicembre 1996) è stato un diplomatico norvegese.

## Biografia
Era il figlio di un avvocato Bernhard Dunker Stabell (1878-1929), e di sua moglie, Dorothea Antoinette Platou (1883-1964). Nel 1938 sposò Viola Katherine Jordan. 
Studiò presso l'Università di Oslo. Nel 1937 fu assunto come segretario nel Ministero della giustizia. Studiò alla Columbia University (1939-1940), e poi, durante la seconda guerra mondiale, prestò servizio presso l'ambasciata norvegese negli Stati Uniti.
Nel 1945 divenne segretario aggiunto presso il Ministero degli affari esteri. Tra il 1948 e il 1951 fece parte di una legazione e consigliere dell'ambasciata a Brussels e di Parigi. Poi divenne vice sotto-segretario di Stato presso il Ministero degli affari esteri. Fu ambasciatore in Canada (1961-1966), in Finlandia (1966) e in Portogallo (1972).

## Morte
Morì il 5 dicembre 1996 e fu sepolto a Vestre gravlund.